# Kοryfes orous Falakro
Kοryfes orous Falakro este o arie protejată (arie specială de conservare — SAC, sit de importanță comunitară — SCI) din Grecia întinsă pe o suprafață de 9.955,08 ha, integral pe uscat.

## Localizare
Centrul sitului Kοryfes orous Falakro este situat la coordonatele 41°16′51″N 24°05′40″E / 41.280909°N 24.094408°E.

## Înființare
Situl Kοryfes orous Falakro a fost declarat sit de importanță comunitară în august 1996 pentru a proteja 2 specii de plante și 2 specii de animale. Situl a fost protejat și ca arie specială de conservare în martie 2011.

## Biodiversitate
Situată în ecoregiunea mediteraneană, aria protejată conține 7 habitate naturale: Pajiști alpine și boreale, Matorral arborescenți cu Juniperus spp., Pajiști uscate din regiunea submediteraneeană estică (Scorzoneratalia villosae), Pante stâncoase calcaroase cu vegetație casmofită, Păduri de fag din Europa Centrală dezvoltate pe sol calcaros cu Cephalanthero-Fagion, Păduri de Quercus frainetto, Păduri de pin (sub-) mediteraneene cu pini negri endemici.
La baza desemnării sitului se află mai multe specii protejate:
- plante (2): Gladiolus palustris, Himantoglossum jankae
- mamifere (1): vidră de râu (Lutra lutra)
- nevertebrate (1): Paracaloptenus caloptenoides

Pe lângă speciile protejate, pe teritoriul sitului au mai fost identificate 39 de specii de plante, 9 specii de mamifere.